# 傑弗里·斯沃茨
傑弗里·斯沃茨（英語：Jeffrey Swartz，1960年3月20日—），是美國商人和慈善家，曾任Timberland執行長。2011年，他將Timberland出售給威富公司。

## 生平
斯沃茨生於1960年，成長在猶太家庭，是朱迪思和西德尼·斯沃茨的兒子。他在麻薩諸塞州安多佛的菲利普斯學院接受教育，隨後取得布朗大學學士學位和新罕布什爾州達特茅斯學院的企業管理碩士學位。斯沃茨在添柏嵐擔任執行長長達15年，這家公司由他的祖父於1952年創立。他擁有添柏嵐大多數股份。2011年，他以20億美元將添柏嵐出售給威富公司。

## 個人生活
斯沃茨已婚，育有三個兒子。